# Hexatoma rufoantica
Hexatoma rufoantica är en tvåvingeart som beskrevs av Alexander 1965. Hexatoma rufoantica ingår i släktet Hexatoma och familjen småharkrankar. Inga underarter finns listade i Catalogue of Life.